# Moldes (Arouca)
Moldes es una freguesia portuguesa del concelho de Arouca, con 28,01 km² de superficie y 1.477 habitantes (2001). Su densidad de población es de 53,6 hab/km².